# Kiyoshi Kitagawa
Kiyoshi Kitagawa (jap. 北川 潔, Kitagawa Kiyoshi; * 1958 in der Präfektur Osaka) ist ein japanischer, in den Vereinigten Staaten lebender Jazzbassist.

## Leben und Wirken
Kiyoshi Kitagawa begann mit 14 Jahren zunächst Gitarre zu spielen, bevor er mit 19 Jahren zum Kontrabass wechselte. Er arbeitete Mitte der 1980er-Jahre u. a. mit Sadayasu Fujii, mit dem erste Aufnahmen entstanden; nach seiner Übersiedlung nach New York City arbeitete er mit den Harper Brothers, Pete Minger, Susannah McCorkle, Kenny Garrett, Makoto Ozone, Jimmy Heath, Satoshi Inoue, Andy Bey, Ben Riley, Jon Faddis und Michael Rodriguez.
Im November 2003 nahm Kitagawa sein Debütalbum Ancestry auf, an dem Brian Blade und Kenny Barron mitwirkten; 2005 folgte in gleicher Besetzung Prayer. Auch legte er 2000 bzw. 2007 jeweils ein Soloalbum vor. Mit den Monterey All Stars begleitete er 2010 Regina Carter. 2014 spielte er zudem im Quintett von Charles McPherson. Im Bereich des Jazz war er zwischen 1984 und 2012 an 29 Aufnahmesessions beteiligt. 2018 spielte er im Trio von Kenny Barron, 2019 im Steve Nelson Quartett.
Kitagawa lebt in Brooklyn.

## Diskographische Hinweise
- Live at Tsūtenkaku (2006), mit Kenny Barron und Brian Blade
- Live in Japan (2007), mit Kenny Barron und Brian Blade
- I’m Still Here (2007), mit Danny Grissett und Brian Blade